# Before the Beatles/La mia musica è così
Before the Beatles/La mia musica è così è un singolo di Anna Maria Vinci e degli Oliver Onions, pubblicato nel 1988 dalla T.P.I. s.r.l..

## Before the Beatles
Before the Beatles è un brano scritto da Cesare De Natale, su musica di Guido e Maurizio De Angelis e cantato da Anna Maria Vinci. Il brano fu utilizzato per i titoli di testa della serie televisiva di Rai 2 Quando ancora non c'erano i Beatles, diretta da Marcello Aliprandi del 1988.

## La mia musica è così
La mia musica è così è la canzone pubblicata sul lato B del singolo, composta e interpretata dai fratelli De Angelis con lo pseudonimo Oliver Onions, brano utilizzato come sigla di coda della serie.